# Uretiana
Uretiana is een geslacht van vlinders van de familie van de Houtboorders (Cossidae), uit de onderfamilie van de Hypoptinae. De wetenschappelijke naam en de beschrijving van dit geslacht werden voor het eerst in 2019 gepubliceerd door Roman Viktorovitsj Jakovlev, Artem Naydenov en Fernando Cesar Penco.
Dit geslacht is vernoemd naar de Chileense entomoloog Emilio Ureta, die de Chileense Houtboorders heeft onderzocht.
De soorten van dit geslacht komen voor in Zuid-Amerika.

## Soorten
- Uretiana infans (Dyar & Schaus, 1937)
- Uretiana silviae Yakovlev, Naydenov & Penco, 2020
- Uretiana tucumana Yakovlev, Naydenov & Penco, 2019
- Uretiana vicunensis (Ureta, 1957)